# Cité du livre
La Cité du Livre d’Aix-en-Provence, ouverte en 1993 dans l'ancienne manufacture d'allumettes, rassemble la bibliothèque municipale classée d'Aix-en-Provence, plus connue sous le nom de bibliothèque Méjanes, et des partenaires institutionnels et associatifs. Elle est constituée de deux bâtiments principaux ainsi que de deux pavillons, construits à la fin du XIXe et au début du XXe siècle au bord de la voie ferrée pour accueillir la manufacture des allumettes ; un petit bâtiment de verre a été construit récemment au moment de la réhabilitation de l'ensemble. Ses locaux, qui comportent les salles de lecture et les magasins de la bibliothèque, les locaux utilisés par les partenaires associatifs, incluent des salles de cours attribuées à l'IUT Métiers du livre et du Patrimoine, une salle d'exposition de 480 m2, un amphithéâtre de 300 places, une salle de conférences (qui est aussi labellisée salle de cinéma Art et essai) de 160 places, un auditorium de 40 places et une cour intérieure arborée. 

## Bibliothèque Méjanes
La bibliothèque Méjanes est la bibliothèque municipale classée d'Aix-en-Provence. Elle trouve son origine dans la riche bibliothèque de Jean-Baptiste Marie de Piquet, marquis de Méjanes, qui, à sa mort, en 1788, lègue sa bibliothèque aux États de Provence. Les administrateurs, et en particulier l'archevêque d'Aix, monseigneur de Boisgelin mais aussi Portalis, s'occupent de mettre en œuvre sa volonté et réunissent sa bibliothèque. Pendant la Révolution, celle-ci devient dépôt révolutionnaire. Ce dépôt reste à l'Hôtel de Ville et s'enrichit de plusieurs bibliothèques confisquées. Le premier bibliothécaire fut Jacques Gibelin, qui protégea la bibliothèque pendant la Révolution. Il fut ensuite remplacé par Étienne Rouart, Édouard Aude, Bruno Durand, Suzanne Estève, Xavier Lavagne, Danièle Oppetit, Gilles Eboli et Corinne Prévost. Le félibre Jean-Baptiste Gaut fut lui aussi employé de la bibliothèque à la fin du XIXe siècle.
La bibliothèque d'Aix ouvre au public en 1810. Au XXe siècle, elle connaît des périodes d'opulence mais aussi d'abandon : dans l'Entre-Deux-Guerres, l'inspecteur Pol Neveux vient ainsi tous les ans à la bibliothèque pour essayer d'aider à son entretien. La bibliothèque Méjanes est restée à l'Hôtel de Ville jusqu'en 1989. Elle déménage alors dans la manufacture des allumettes qui devient la Cité du Livre quatre ans plus tard. Des annexes avaient été ouvertes : l'une à la Halle aux grains, qui existe encore, l'autre à la Bastide Jourdan.
Aujourd'hui la bibliothèque Méjanes a deux annexes, la bibliothèque de la Halle aux grains et la bibliothèque des Deux-Ormes. Elle est dirigée par Corinne Prévost.

## Partenaires associatifs
- Écritures croisées : rencontres littéraires.
- Institut de l’image[6] : cinéma d'art et d'essai.
- La Fondation Saint-John Perse conserve les papiers, manuscrits, livres et objets ayant appartenu au poète. Il les a donnés à la ville d'Aix-en-Provence à cette fin en 1974, peu avant de mourir (en septembre 1975). Ce don a ensuite été complété par sa veuve. La Fondation, d'abord installée à l'Hôtel-de-Ville, a déménagé en 1989 en même temps que la bibliothèque Méjanes. Elle accueille les chercheurs travaillant sur l'œuvre de Saint-John Perse, organise des expositions artistiques et des rencontres. Elle coédite régulièrement, avec les éditions Gallimard, des Cahiers Saint-John Perse. L'Association des Amis de la Fondation Saint-John Perse publie depuis 1991 une revue, Souffle de Perse (no 15 en 2011), qui paraît en alternance avec les Cahiers.
- Association des amis de Jules Isaac
- Agence régionale du Livre[7] : il s'agit de l'agence régionale de coopération pour les bibliothèques, les librairies et les maisons d'édition. Elle mène de nombreuses actions dans le domaine de la coopération, de l'aide et de la  formation continue.
- COBIAC (Collectif de bibliothécaires et intervenants en action Culturelle) et la Banque régionale du livre Provence-Alpes-Côte d'Azur[8] : formation continue et coopération.

## Partenaires institutionnels
La Cité du Livre accueille le département Métiers du livre de l'IUT de l'université de la Méditerranée Aix-Marseille II.